# Youmna Saba
Pour les articles homonymes, voir Saba (homonymie).
Youmna Saba est une autrice-compositrice, musicienne et musicologue libanaise née en 1984 à Beyrouth.

## Biographie
Youmna Saba naît en 1984 à Beyrouth. Elle étudie le design graphique à l'université américaine de Beyrouth où elle obtient une licence en 2005. En 2006, elle réalise une performance vocale dans le cadre de l’exposition Chou tabkha ya mara et se découvre une passion pour la musique,.
Son premier album Min Aafesh el Beit (Avec le mobilier de la maison en français), sort en 2008, suivi en 2011 par Hal bent aabalha tghanni (cette fille a envie de chanter), mixé et enregistré par Fadi Tabbal. 
Elle s'inscrit à la faculté de musique et musicologie de l'université Antonine (UPA) de Baabda et obtient un diplôme d'études approfondies (DEA) en 2015. Son mémoire expose le parallélisme entre l’art visuel et la musique dans le cadre des arts traditionnels arabes.
En 2017, elle participe au projet de création Sodassi porté par l’oudiste Kamilya Jubran. Mêlant tradition et expérimentations, six artistes du Proche-Orient composent en ligne avant de se rejoindre en résidence à la Dynamo de Pantin en Seine-Saint-Denis et de se produire sur scène en 2018 et 2019,. 
En 2018, elle forme avec Bilal Bitar, Chadi Messmer et Félix Fivazle le groupe de musique expérimental Menura, du nom de l'oiseau-lyre capable d'imiter de nombreux sons naturels et de l'environnement humain. Le groupe travaille en résidence près de Mazboud, dans le Chouf, avant de partir en tournée,.
Elle cherche dans ses créations, à trouver un parallélisme entre l'esthétisme de la musique arabe et la musique électronique.

## Discographie

### Albums
- 2008 : Min Aafesh el Beit
- 2011 : Hal Bint Aabalha Tghanni
- 2014 : Njoum
- 2017 : Arb’een(40)
- 2023 : Wishah

### Compilation
- 2020 : Anthology of Electroacoustic Lebanese music